# Lirapex humatus
Lirapex humatus is een slakkensoort uit de familie van de Peltospiridae. De wetenschappelijke naam van de soort werd voor het eerst geldig gepubliceerd in 1989 door Warén & Bouchet.